# Mayra Verónica
 (juin 2017).
Si vous disposez d'ouvrages ou d'articles de référence ou si vous connaissez des sites web de qualité traitant du thème abordé ici, merci de compléter l'article en donnant les références utiles à sa vérifiabilité et en les liant à la section « Notes et références ».
Mayra Verónica Aruca Rodríguez, plus connue sous le nom de Mayra Verónica, est une chanteuse de hip-hop américaine d'origine cubaine. Elle est née à La Havane le 20 août 1980 dans une famille de musiciens. Son père était chanteur d'un groupe de Rock : "Los Dadas".

## Biographie
À l'âge de quatre ans Mayra accompagne sa mère qui doit quitter Cuba pour des raisons politiques et s'installer à Miami aux États-Unis où se trouvent un grand nombre de Cubains.
Avant de se faire connaître grâce à ses formes généreuses dans un programme d'Univision (l'une des deux plus grandes chaînes américaines en langue espagnole) elle étudia pour devenir actrice à la célèbre école de Lee Strasberg à New York. Elle a pratiqué le ballet pendant seize années. Elle est aussi diplômée en psychologie de l'Université de Floride.
Sur la chaîne Univision, Mayra est devenue plus qu'une simple pin-up de service, puisqu'elle y a obtenu son propre programme, Miami Hoy, où elle a interviewés, entre autres, Donald Trump, Ivana Trump, Oscar de la Renta, Burt Reynolds, Dennis Rodman, Hugh Hefner et Marc Anthony.
Artiste complète, Mayra obtient son premier rôle dans le film The Suitor produite par la chaîne PBS. Mais son rôle d'actrice tient surtout au grand nombre de publicités qu'elle a faites pour des marques aussi prestigieuses que Coca-Cola, Ford, L'Oréal, Colgate, Nike, ou bien encore Burger King.
C'est en 2004 que sa carrière débute réellement lorsque le magazine FHM publie des photos la représentant. Elle est immédiatement considérée comme une des filles les plus sexy du monde.
Elle se fait élire la fille FHM la plus sexy en 2004, 2005 et 2006. Elle est également élue par les marines pin-up de l'année 2006. Depuis lors, Mayra a effectué plusieurs voyages en Irak et en Afghanistan pour soutenir les troupes américaines qui se trouvent sur place.
En 2006, elle lance son premier single de reggaeton : Vengo con to.
En 2015, elle collabore avec le DJ néerlandais Nils van Zandt pour le titre Party Crasher.
Son site internet, avec 2,7 millions de visiteurs chaque semaine, est l'un des sites de personnalités américaines les plus visités.